# Roger Wallet
 (novembre 2018).
Roger Wallet, né le 1er juillet 1947 à Rouen, est un romancier et nouvelliste français.

## Biographie
Sa carrière s’est partagée entre l’Éducation nationale et l’action culturelle. Il a été instituteur dans différents types d’établissements (notamment en milieu pénitentiaire), avant d’assumer des responsabilités académiques (chef de cabinet de l’Inspecteur académique, directeur d’un Centre départemental de documentation pédagogique. Il a également dirigé une structure de programmation théâtrale pour le jeune public puis, brièvement, une scène nationale, à Compiègne. Il a dirigé pendant dix ans (années 1980) la rédaction de la revue Marionnettes (UNIMA-France) et a collaboré une quinzaine d’années à la revue mensuelle de la Fédération française de tennis de table, France Tennis de table. Il a effectué plusieurs résidences d’écriture dans la Somme (2007), le Loiret (2012) et la Seine-Maritime (2014)[réf. nécessaire].
En 1973 il fonde à Beauvais, avec des amis musiciens, le groupe Jeff. En dix ans le groupe écrira une soixantaine de chansons et produira cinq spectacles poèmes et chansons. Il enregistrera deux 30 cm[réf. nécessaire].
Sa carrière d’écrivain démarre en 1999 avec l’édition, par l'éditeur Le Dilettante, de son premier roman, Portraits d’automne. L’émission de Bernard Pivot, Bouillon de culture du 4 mars 1999, assurera sa publication en poche[réf. nécessaire].

### Romans
- Portraits d’automne, Le Dilettante, 1999 [Folio, 2002 – Prix du Livre de Picardie 2000]
- Ce silence entre nous, Denoël, 2000
- La Mécanique du cœur, G&g, 2003
- La Blanche de Bruges, G&g, 2004 [rééd. Éditions du Petit Véhicule, 2009]
- Sans retour, Cadastre8zéro, 2007
- Les Biclounes de l’Argilière (av. E. Balaert), Ville de Montataire, 2007
- Un rude été, Éditions du Petit Véhicule, 2010
- Avec ou bien sans, (ph. J.L. Cormontagne), Les Proses minuscules, 2011
- Boxe, Charly, boxe !, (dessins T. Lescot), Éditions du Petit Véhicule, 2014
- Blés, Éditions du Petit Véhicule, 2015
- Légère, Éditions du Petit Véhicule, 2017

### Albums
- Georges, le gamin qui rêvait dans les pierres, (dessins N. Désiré-Frisque), Éditions du Petit Véhicule, 2011
- Dis(cordes), (dessins Senga-la-Rouge), Éditions du Petit Véhicule, 2015

### Poésie / chansons
- J’ai rien dit, Guy Chambelland, 1974
- Ça ressemble à une vie, Éditions des Vanneaux, 2004
- Quelques chansons et quelques autres, Éditions du Petit Véhicule, 2015

### Nouvelles et chroniques
- Les Voisinlieusards, Voisinlieu pour tous, Beauvais, 1998
- La Chanson de Carco, G&g, 1999
- 33 tours, H.B. éd., 2001
- Petit dictionnaire des futilités, G&g, 2001
- 2004, jour le jour, G&g, 2005
- Soin de vous, Centre hospitalier de Beauvais, 2006
- Tout ce que j’ai perdu m’appartient, Éditions du Petit Véhicule, 2007
- Portraits d’exil, (ph. S. Labayle), Les proses minuscules, 2010
- Montataire, l’album (ph. F. Deschamps), Les proses minuscules, 2011
- Aurai-je jamais rien fait d’autre que passer, Éditions du Petit Véhicule, 2012
- Le Petit dico des noms communs, Chiendents, Éditions du Petit Véhicule, 2012
- Les Voyages immobiles, (av. A. Gaillard, peint. H. Gouzerh), Chiendents, Éditions du Petit Véhicule, 2012
- Menuiseries d’intérieur, Chiendents, Éditions du Petit Véhicule, 2014
- Toujours prenant congé, Éditions du Petit Véhicule, 2015
- Si c’était ça la vie ?, Éditions du Petit Véhicule, 2017
- Objets de grande utilité/Bal’lades dans l’Oise picarde - 1, Cie de la Cyrène, 2018

### Essais
- Björn Fühler, peinture et marionnettes, Do Bentzinger Éd., 1995
- Le Marteau-piqueur, atelier poésie en SEGPA, CRDP Amiens, 2002
- L’Accroche-cœur, écritures théâtrales à l’école primaire, CRDP Amiens, 2003
- Dans l’atelier du monde, (tableaux de Silère), Ed. Abel Bécanes, 2007
- Oui, le cœur à gauche : Beauvais, 1972-2001, (avec Walter Amsallem), Éditions du Petit Véhicule, 2008

### Théâtre
- La Valse à Yoshka, Éd de la Cyrène, 2010
- Le Débris des choses, Éditions du Petit Véhicule, 2017

### Sous le pseudonyme d’Angel Reinhart (avec P. Crognier)
- Pas le droit à l’erreur, Éd. Sansonnet, 2003
- Djebel, G&g, 2004

### Sous le pseudonyme d’Eden Yôqtan
- Les Pensées de Kurgâr-le-Sage, Éd. Abel Bécanes, 2008

### Productions en ligne
- Les Années[2] et Le Quotidien, 2012-2017
- Le Calepin[3], depuis septembre 2017

## Sur Roger Wallet
- Revue Incognita no 5, Roger Wallet : Le livre et sa chanson, Éditions du Petit Véhicule, 2010
- De J’ai rien dit à Blés, cahier Chiendents, Éditions du Petit Véhicule, 2015

## Distinction
- Premier prix du Concours de nouvelles de L’Humanité, 1996
- Prix du Livre de Picardie pour Portraits d’automne, 2000